# I malstrømmen - et portræt af Virginia Woolf
I malstrømmen - et portræt af Virginia Woolf er en dansk dokumentarfilm fra 1995, der er instrueret af Jo Francis og John Füegi efter manuskript af sidstnævnte.

## Handling
"Det er, som vi hører et spædbarn skrige i natten ' den nat, der nu indhyller Europa. Det har intet andet sprog end skrig. Men det er ikke noget nyt skrig." skrev Virginia Woolf (1882-1941) om den kommende verdenskrig kort før sit selvmord. Med romaner som Mrs. Dalloway (1925) og Orlando (1928) blev hun en af de mest originale skikkelser i nyere engelsk litteratur og en af de førende såkaldte Bloomsbury-forfattere. I dette filmiske portræt af en forfatter og hendes tid karakteriseres hendes kunst præcist: Virginia Woolf skrev om det grænseland, hvor havet mødes med land, lyset med mørke, det feminine med det maskuline. Hun registrerede med sviende klarsyn konflikterne inden for familien, mellem klasserne og mellem nationerne. Hun skabte en fornyelse inden for den moderne litteratur ved at lade sin egen intense livserfaring strømme ind i sit forfatterskab.